# Fredrik II av Sachsen-Gotha-Altenburg
Fredrik II av Sachsen-Gotha-Altenburg, född 28 juli 1676, död 23 mars 1732, var regerande hertig av Sachsen-Gotha-Altenburg. Han var son till Fredrik I av Sachsen-Gotha-Altenburg och Magdalena Sibylla av Sachsen-Weissenfels och gift med sin kusin Magdalena Augusta av Anhalt-Zerbst (1679–1740). De fick 19 barn.
Barn (i urval):
1. Fredrik III av Sachsen-Gotha-Altenburg (1699–1772)
2. Johann August av Sachsen-Gotha-Altenburg (1704–1767)
3. Augusta av Sachsen-Gotha (1719–1772), mor till bl.a. Georg III av Storbritannien.